# Abenhall
Abenhall eller Abinghall eller Abbenhall är en by i civil parish Mitcheldean, i distriktet Forest of Dean, i grevskapet Gloucestershire i England. Byn är belägen 16 km från Gloucester. Abenhall var en civil parish fram till 1935 när blev den en del av Mitcheldean. Civil parish hade 230 invånare år 1931.